# Химики (микрорайон)
Химики — микрорайон (внутригородской посёлок) в Орджоникидзевском районе города Перми Пермского края России.

## География
Находится к западу от микрорайона Гайва приблизительно в 3 км на запад-юго-запад по прямой от плотины Камской ГЭС.

## История
Известен с 1940 года, когда вместе с окружающей территорией вошел в состав Перми. Название связано видимо с дегтевым промыслом местного леспромхоза. В поселке также располагалось подсобное хозяйство леспромхоза.

## Инфраструктура
Представляет собой ныне дачное поселение. Большая часть территории входит в садоводческие товарищества «Берёзка» и «Сад Химики № 80».